# اتحاد جزر البهاما لكرة القدم
تأسس اتحاد جزر البهاما لكرة القدم في عام 1967م وانضم إلى الإتحاد الدولي لكرة القدم في 1968م وإنضم إلى اتحاد أمريكا الشمالية لكرة القدم في 1981م.

## روابط إضافية
- Official site